# Сітре
Сітре або Сатре (Сітра) (2-а пол. XIV — поч. XIII ст. до н. е.) — давньоєгипетський діяч, Велика царська дружина, Дружина бога Амона.

## Життєпис
Про походження нічого невідомо, проте знано, що не належала до царського роду, оскільки не мала титулу Донька фараона. Невідомо коли і як стала дружиною Рамсеса I, засновника XIX династії.
Зображена поряд із чоловіком і сином Сеті I в храмі Абидоса, де її величають матір'ю фараона. В обох храмах Сеті I і його гробниці її називають Великою дружиною фараона, але в її власній гробниці записаний лише її титул «Мати фараона».
На Стелі 400 року з Танісу, що датується правлінням Рамсеса II — онука Сітре — Сіте I названо сином Парамессу (ім'я Рамсеса I до його правління) і Тіа. Одну з дочок Сеті I також звали Тіа. Тому висувається теорія, що ім'я Тіа належало Сітре до того, як її чоловік зайняв трон. Той факт, що одна з доньок Рамсеса II носила ім'я Тіа-Сітре підтверджує цю гіпотезу.

## Гробниця
Поховано в гробниці QV38 в Долині цариць. Гробницю описали Карл Ріхард Лепсіс і Джон Гарднер Вілкінсон. Вона могла бути побудована за наказом Сеті I. Внутрішнє декорування не було завершене, позначено лише контури малюнків.
У декорі присутні зображення Амсет, Дуамутефа, Анубіса, Маат, Ір-ренеф-джесеф, Нефтіди, Серкет, мавпи і двох бабуїнів. Сітре зображена сидячою перед наосом. Інша сцена показує левоголового бога і Маат. Далі сцени включають богиню з головою кішки, Анубіса, Хапі, Квебехсенуфа, Гора-Ірбакефа, Тота, Ісіди, Нейт, Гора, Мут у вигляді стерв'ятника, божество з головою птаха, Хатхор. Під двома човнами зображені також три божества.